# Tapinocyba praecox
Tapinocyba praecox là một loài nhện trong họ Linyphiidae. Chúng được Octavius Pickard-Cambridge miêu tả năm 1873.